# Schauburg (Leipzig)

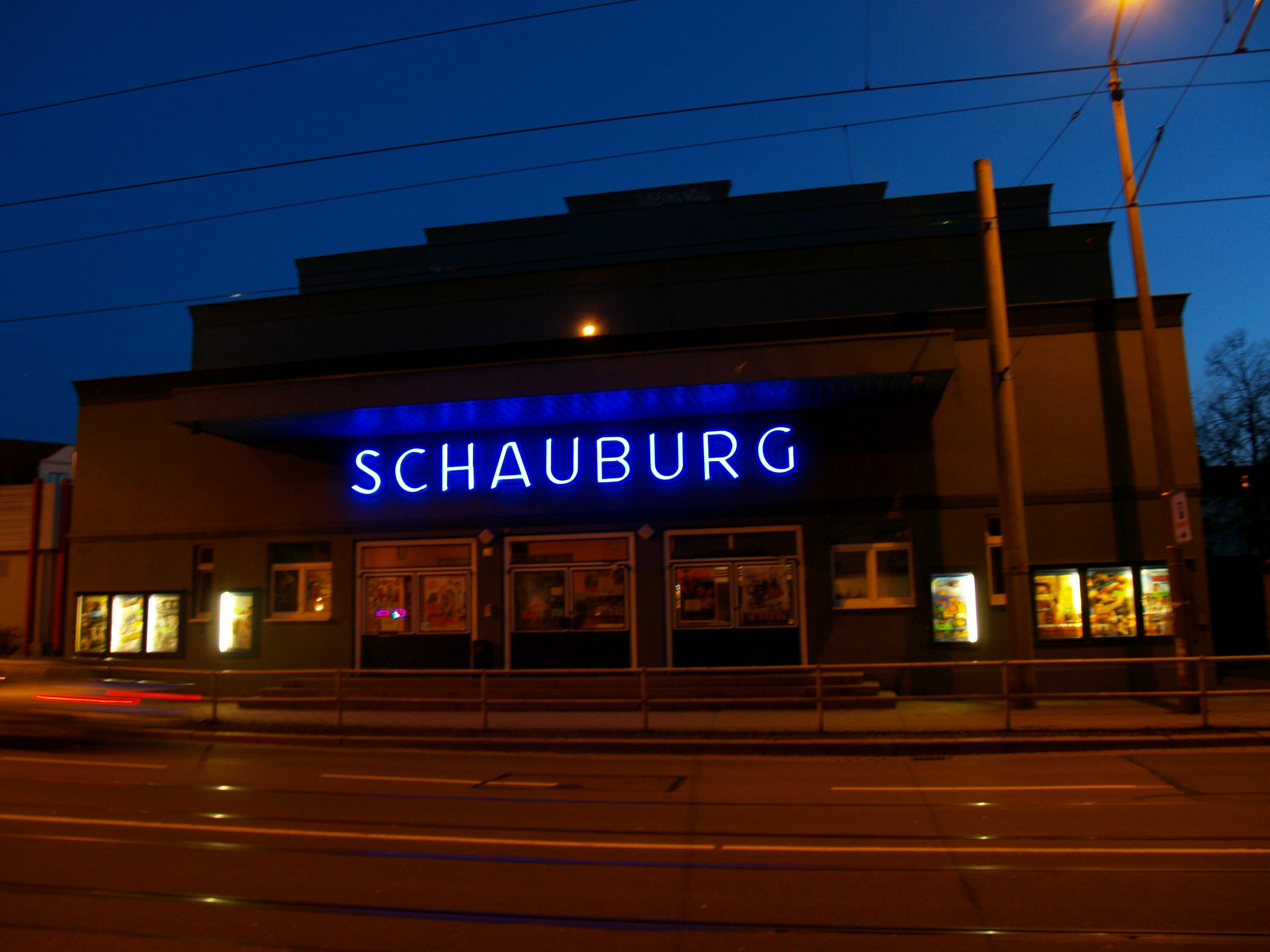
Schauburg bei Nacht (2009)

Die Schauburg ist ein traditionsreiches Filmtheater in Leipzig in der Antonienstraße 21 am „Adler“, der wichtigsten Hauptstraßenkreuzung im Leipziger Stadtteil Kleinzschocher. Als erstes Kino in der DDR besaß es in den 1960er Jahren eine Cinerama-Anlage. Das Gebäude steht als Filmtheater Schauburg unter Denkmalschutz.

## Geschichte und Nutzung

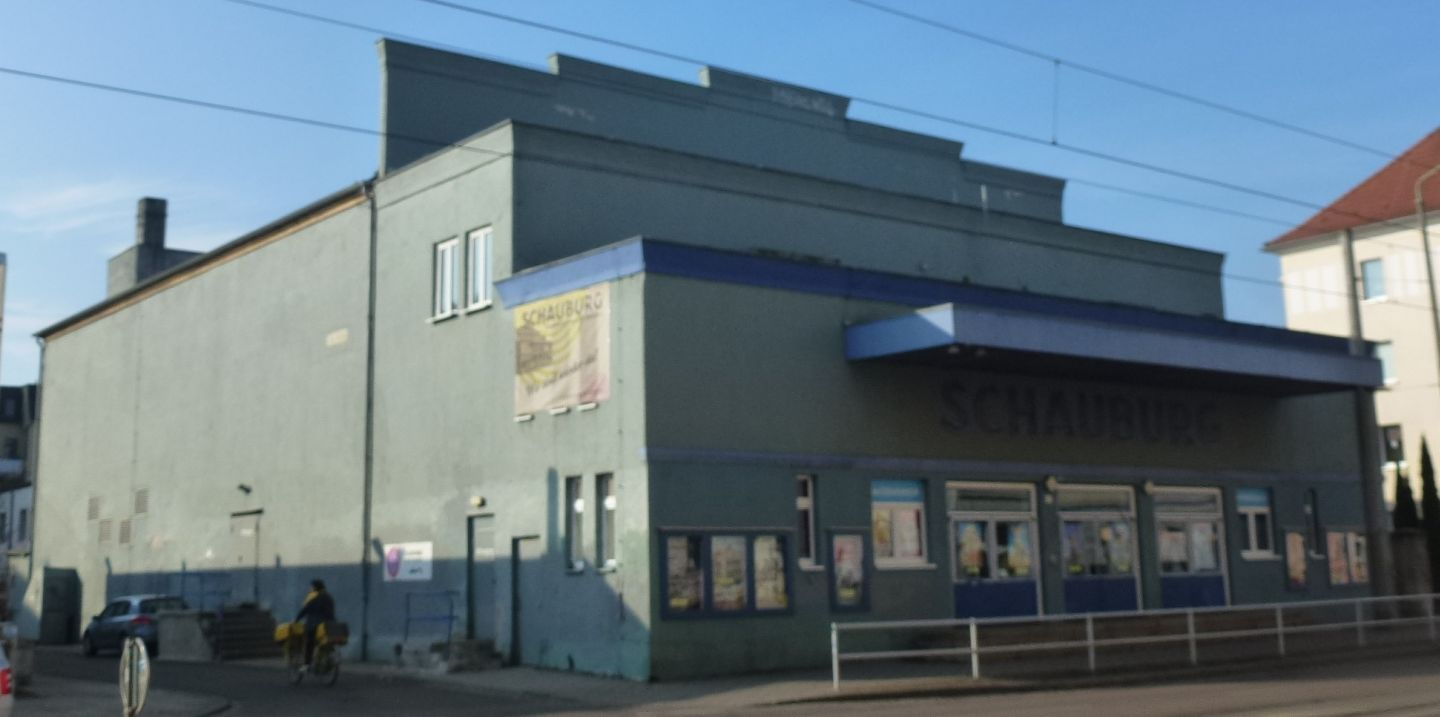
Eingang zur Schauburg an der Antonienstraße (2015)

Der Architekt Hermann Mäding entwarf das Gebäude im Stil des Art déco für den Rudolf-Film-Verlag. Der Bauantrag für ein Filmtheater mit 1001 Sitzplätzen wurde am 6. Dezember 1927 eingereicht. Entsprechend den Forderungen der Bauaufsicht wurden die Pläne überarbeitet. Das etwa 958 Quadratmeter große Gebäude erhielt eine andere Ausrichtung auf dem vorgesehenen Grundstück und die Platzzahl wurde auf 917 reduziert. Den künstlerischen Entwurf fertigte der hannoversche Bildhauer Ludwig Vierthaler. Trotz Widerstandes aus der Lehrer- und Elternschaft der gegenüberliegenden 50. Volksschule wurde am 16. April 1928 der erste Spatenstich vollzogen. Am 20. Juli folgte die Rohbauprüfung und am 12. September die Schlussabnahme. Baumeister war Rudolf Müller, den Bau führte das Eisenhochbauunternehmen Grohmann & Frosch aus. Auftraggeber war der Rudolf-Film-Verleih Inh. Benndorf & Rudolph (Karlstraße 1). Die Einfriedung wurde 1929 fertiggestellt. Bei der Fassadenausführung wurde auf die vorgesehene Keramikverkleidung verzichtet und stattdessen Granitputz aufgebracht. Der schlichte Bau hatte einen Stufengiebel, die Sichtmöglichkeiten im großen Saal waren gut und dank der eingezogenen „Saaldecke in Rabitz- bzw. Monierkonstruktion“ ebenso die Akustik. Beheizt wurde mit einer Niederdruckdampf-Heizungsanlage. 1932 erwarb der Kaufmann Alois Hecht das Grundstück. Nach dem Zweiten Weltkrieg wurde das Kino vom VEB Kreis-Lichtspielbetrieb Leipzig-Land betrieben. Reparaturen an Dach und Scheindecke führte 1955 das Baugeschäft Walter Aurich durch. 1961 und 1962 wurde auf anamorphotische Breitwandwiedergabe umgestellt und eine Sparterie-Akustikdecke eingebaut. Die Cinerama-Anlage war die erste Anlage dieser Art in der DDR und kostete insgesamt 136.000 Mark. Als „Panoramakino Schauburg“ wurde das Filmtheater überregional bekannt. Es war eines der ersten deutschen Kinos, das einen sowjetischen 3D-Film zeigte (Der Reiter auf dem goldenen Pferd, gedreht im Stereo-70-Filmformat, gezeigt von Oktober bis November 1982 und nochmals im November 1983). Bei einem Umbau 1995 entstand ein 432 Plätze umfassendes Mehrsaalkino mit drei Sälen. Das Kino wurde von 2006 bis 2008 grundlegend umgebaut und besitzt seitdem einen größeren Saal mit 221 und zwei kleinere Vorführsäle mit 112 und 102 Plätzen, die mit moderner Kinotechnik (DTS und Dolby Digital) ausgestattet sind. Betreiber ist die Schauburg Betriebs GmbH.
Im Eingangsbereich befindet sich für die Besucher ein Bistro.
Mit insgesamt 435 Sitzplätzen zählt das Kino zu den kleineren Lichtspieltheatern Leipzigs. Es wird als Programmkino mit einer Mischung aus aktuellen Programmfilmen und anspruchsvollen kommerziellen Filmen betrieben. Weiterhin werden Filme in Originalsprache und zu ausgewählten Themenschwerpunkten gezeigt.

## Kulturdenkmal
Das Kinogebäude steht als Putzbau in expressionistischen Formen, baugeschichtlich, künstlerisch und ortsgeschichtlich von Bedeutung als seltenes Zeugnis eines Filmtheaters der 1920er Jahre und wegen des Erinnerungswerts unter Denkmalschutz.